# Морнарички истражитељи: Почеци
Морнарички истражитељи: Почеци (енгл. NCIS: Origins) је америчка акциона полицијско-процедурална телевизијска серија и шести део франшизе Морнарички истражитељи. То је преднаставак изворне серије и прати млађег Лероја Џетра Гибса током његових раних година каријере као условног агента МИС-а док се још увек носи са траумом убиства своје жене и ћерке.
У фебруару 2025. године, серија је обновљена за другу сезону.

## Синопсис
Морнарички истражитељи: Почеци прате младог Лероја Џетра Гибса (Остин Стауел) 1991. године, доста година пре догађаја из Морнаричких истражитеља, а наратор је старији Гибс (Марк Хармон). У серији, Гибс започиње своју каријеру као новопечени посебни агент у младој канцеларији МИС-а у кампу Пендлтон где се пробија у храброј, разноликој екипи који предводи легенда МЗИС-а Мајк Френкс (Кајл Шмид).

## Улоге
- Остин Стауел као Лерој Џетро Гибс[а]
- Кајл Шмид као Мајк Френкс[б]
- Мариел Молино као Сесилија "Лала" Домингез
- Тајла Аберкрамби као Мери Џо Хејз
- Дајени Родригез као Вера Стрикленд[в]
- Кејлеб Фут као Бернард "Ренди" Рендолф

## Епизоде
| Сезона | Сезона | Епизоде | Датум емитовања   | Датум емитовања |
| Сезона | Сезона | Епизоде | Почетак           | Крај            |
| ------ | ------ | ------- | ----------------- | --------------- |
|        | 1      | 18      | 14. октобар 2024. | 28. април 2025. |
|        | 2      |         | септембар 2025.   | мај 2026.       |

## Продукција
Серија Морнарички истражитељи је најављена у јануару 2024. године, а главни људи франшизе, Ђина Лусита Монреал и Дејвид Џ. Норт, су сценаристи. Извршни продуценти серије су Марк Хармон и његов син Шон који је играо млађег Гибса у сценама из прошлости у изворној серији.
Остин Стауел је добио улогу Гибса у марту. Мариел Молино, Кајл Шмид, Тајла Аберкромби и Дајени Родригез су употпунили главну глумачку поставу у марту.
Лори Пети и Боби Мојнихан су се придружили глумачкој постави у јулу.
Дана 7. новембра 2024. године, CBS је одобрио серији наруџбину за целу сезону са додатних 5 епизода чиме је укупан број епизода порастао на 18 епизода.
Серија је снимљена на реконструкцији кампа Пендлтон из 1990-их, изграђеног у Форт Мекартуру, бившој војној бази у Сан Педру.

## Емитовање
Серија је премијерно емитована 14. октобра 2024. године на CBS-у. Прва сезона се састојала од 18 епизода.

## Пријем

### Претходно издање
Најава серије Морнарички истражитељи: Почеци је довела до укидања серије Морнарички истражитељи: Хаваји, што је довело до тога да неколико љутитих обожавалаца бојкотује Почетке.

### Критички пријем
Интернет страница за прикупљање рецензија Rotten Tomatoes је пријавио оцену одобрења од 88% на основу 8 рецензија, са просечном оценом од 5,60/10.

## Извори
1. ↑  Rice, Lynette (20. 2. 2025). „CBS Renews Tracker, Elsbeth, Fire Country And NCIS Dramas”. Deadline Hollywood. Приступљено 21. 2. 2025.
2. ↑  Hailu, Selome (20. 2. 2025). „Tracker Renewed at CBS Along With Ghosts, NCIS, Fire Country and More”. Variety. Приступљено 21. 2. 2025.
3. ↑  Jacobs, Meredith (20. 2. 2025). „CBS Renews NCIS, Elsbeth, Fire Country & 6 More — Which Shows Could Be Canceled?”. TV Insider. Приступљено 21. 2. 2025.
4. ↑  Luther, Rebecca (20. 2. 2025). „CBS Renews Ghosts, NCIS: Origins and 7 Other Shows — Which Series Are Still in Limbo?”. TVLine. Приступљено 21. 2. 2025.
5. 1 2  Andreeva, Nellie (4. 3. 2024). „NCIS: Origins Finds Its Young Gibbs: Austin Stowell To Star In CBS Prequel Series”. Deadline Hollywood. Архивирано из оригинала 4. 3. 2024. г. Приступљено 15. 5. 2024.
6. ↑  Andreeva, Nellie (5. 1. 2024). „NCIS: Origins Prequel About Young Gibbs Ordered By CBS From Mark Harmon, Sean Harmon, Gina Lucita Monreal & David J. North”. Deadline Hollywood. Архивирано из оригинала 5. 1. 2024. г. Приступљено 15. 5. 2024.
7. ↑  Andreeva, Nellie (15. 3. 2024). „NCIS: Origins Sets Mariel Molino To Join Austin Stowell In CBS Prequel Series”. Deadline Hollywood. Приступљено 15. 5. 2024.
8. ↑  Andreeva, Nellie (21. 3. 2024). „NCIS: Origins Sets Kyle Schmid To Play Mike Franks In CBS Prequel Series”. Deadline Hollywood. Приступљено 15. 5. 2024.
9. ↑  Andreeva, Nellie (26. 3. 2024). „NCIS: Origins Prequel Adds Tyla Abercrumbie & Diany Rodriguez To Cast”. Deadline Hollywood. Приступљено 15. 5. 2024.
10. ↑  Rice, Lynette (13. 7. 2024). „NCIS: Origins Adds Lori Petty & Bobby Moynihan”. Deadline Hollywood. Приступљено 14. 7. 2024.
11. ↑  Cordero, Rosy (7. 11. 2024). „Poppa's House & NCIS: Origins Land Full Season Orders At CBS”. Deadline Hollywood. Приступљено 19. 2. 2025.
12. ↑  Singh, Sartaj (14. 10. 2024). „Where is NCIS Origins Filmed?”. The Cinemaholic. Приступљено 24. 10. 2024.
13. ↑  Andreeva, Nellie (2. 5. 2024). „CBS 2024-25 Schedule: Tracker Shifts, NCIS: Origins & Georgie & Mandy Succeed Hawai'i & Young Sheldon, The Amazing Race Held”. Deadline Hollywood. Архивирано из оригинала 27. 5. 2024. г. Приступљено 15. 5. 2024.
14. ↑  Pedersen, Erik (13. 7. 2024). „CBS Fall Premiere Dates: Blue Bloods Final Episodes, FBI Trio, Matlock Reboot, Survivor & More”. Deadline Hollywood. Архивирано из оригинала 20. 7. 2024. г. Приступљено 15. 7. 2024.
15. ↑  Ngimbi, Emmanuella (15. 5. 2024). „NCIS: Hawaii fans threaten to 'boycott' new franchise addition following cancellation”. Daily Express. Приступљено 17. 10. 2024.
16. ↑  „NCIS: Origins”. Rotten Tomatoes. Приступљено 19. 10. 2024.